# 简单腹孢菌
腹孢菌（学名：Gastrosporium simplex）是属于牛肝菌目腹孢菌科腹孢菌属的一种担子菌。该种分布于中国、印度、欧洲。
其种加词“simplex ”意为“简单、单一的”。